# Impremta de Fills de Sanjuan
La Impremta de Fills de Sanjuan va ser una impremta reusenca.

## Història
Continuava la que Andreu Sanjuan havia obert, un local amb el nom d'Imprenta Sanjuan l'any 1890 al raval de santa Anna de Reus. Andreu Sanjuan va morir l'any 1894, i el seus fills la van continuar amb aquest nom.
Sense deixar el local del raval, en van obrir un altre al carrer de Llovera número 17. No s'han localitzat impresos importants d'Andreu Sanjuan, però els seus fills van emprendre la seva activitat amb la publicació de llibres de contingut pedagògic que s'usaven a les escoles de la ciutat. Pel març de 1896, quan va plegar l'impressor Josep Maria Sabater, van continuar la publicació del periòdic Crónica Reusense, de tendència liberal conservadora, que s'imprimia als obradors de Sabater, i van usar les mateixes premses que aquest impressor tenia a la plaça del Rei número 10, un local que van llogar. El mateix mes de març van traslladar la impressió d'aquell diari al seu local del raval de santa Anna. Pel mes d'abril, la Crónica Reusense es tornava a imprimir a la plaça del Rei, als mateixos locals de Sabater, que ara portaven el nom de «Establecimiento Tipográfico La Catalana». Uns vint anys abans, la impremta de Sabater que portava Gaietà Sabater, va ser col·lectivitzada pels seus treballadors i li van posar el nom d'«Imprenta Catalana».
Per l'abril de 1896 els fills de Sanjuan van imprimir el nou quinzenari El Lío, un periòdic de literatura que tractava també els temes esportius, i que més endavant s'editava mensualment. L'any 1898 van imprimir Lo Ventall, un periòdic humorístic i literari que editava el Grup modernista de Reus i que dirigia Pere Cavallé. Quan aquesta publicació va canviar el nom per Lo Lliri, a instàncies d'Hortensi Güell, van continuar imprimint la nova capçalera. Durant un breu període de l'any 1900, de l'abril a l'agost, van imprimir el diari Reus, d'ideologia dretana, que va fundar i dirigir Gregorio Fernan, un americà que vivia a la ciutat. Aquest personatge va fundar poc després un altre diari a Reus que es deia La Derecha.
Van imprimir també llibres, sobretot d'autors locals, que van tenir bona venda: Del cuartel y la manigua: impresións d'un soldat, de Josep Carbonell Alsina, Qui de casa fuig, etc. de Francesc Bertran Blanch, Sospirs del cor, de Ròmul Salleres, i altres obres. La publicació més important que va sortir dels seus tallers va ser el Semanario Católico de Reus, que estava editat amb molta cura i una excel·lent tipografia, un setmanari integrista molt llegit pel sector catòlic conservador de finals del segle xix i principis del xx.
Segons els anuncis que publicava a la premsa, la Impremta de Fills de Sanjuan semblen donar a entendre que al local del raval de santa Anna tenien la impremta fundada pel seu pare, amb màquines petites on feien treballs d'encàrrec de particulars i al carrer de Llovera imprimien els diaris, segurament amb les màquines de Sabater. Es coneix la seva activitat fins a la dècada de 1910.
Als talles del raval de santa Anna hi van aprendre l'ofici molt bons professionals, com ara Artur Rabassa, que en va ser oficial impressor i que més tard va fundar la Impremta Rabassa, una de les impremtes de més qualitat de Reus.